# Wereldkampioenschappen wielrennen 2013 – Wegwedstrijd mannen junioren
De 39e editie van de wegwedstrijd voor mannen junioren op de wereldkampioenschappen wielrennen werd gehouden op 28 september 2013. De deelnemers moesten een parcours van 140 kilometer met start in Montecatini Terme en finish in Florence afleggen. De Nederlander Mathieu van der Poel volgde de Sloveen Matej Mohorič op als winnaar.

## Uitslag
| Plaats | Naam                   | Tijd     |
| ------ | ---------------------- | -------- |
| Goud   | Mathieu van der Poel   | 3u33'14" |
| Zilver | Mads Pedersen          | + 3"     |
| Brons  | Iltjan Nika            | z.t.     |
| 4      | Logan Owen             | z.t.     |
| 5      | Lorenzo Rota           | z.t.     |
| 6      | Lucas Eriksson         | z.t.     |
| 7      | Scott Davies           | z.t.     |
| 8      | Artjom Nytsj           | z.t.     |
| 9      | Sergey Şemyakïn        | z.t.     |
| 10     | Bernjamin Brkic        | z.t.     |
| 11     | Lorenzo Fortunato      | z.t.     |
| 12     | Gracjan Szeląg         | z.t.     |
| 13     | Anatolij Boedjak       | z.t.     |
| 14     | Anders Skaarseth       | z.t.     |
| 15     | Daniel Martínez        | z.t.     |
| 16     | Aljaksandr Raboesjenka | z.t.     |
| 17     | Victor Langellotti     | z.t.     |
| 18     | Piotr Konwa            | z.t.     |
| 19     | Robert Power           | z.t.     |
| 20     | Franck Bonnamour       | z.t.     |